# 英國鐵路195型柴聯車
英國鐵路195型「Civity」 是一款由西班牙CAF製造的客運柴聯車。 目前，這些列車為Eversholt鐵路集團擁有，並由北部列車營運。本型列車共生產了58列，包括25列2節編組和33列3節編組。 本型列車的外觀與也是由CAF公司生產的英國鐵路331型相似。 事實上，該型列車為195型的電動版本，兩者僅在牽引方式與列車編組上有所不同。
本型列車在2019年7月日投入服務，在先前的營運商北愛瑞發鐵路公司經營下的曼徹斯特機場-利物浦萊姆街，曼徹斯特機場-巴羅因弗內斯間的路線行駛。 最後一列195型列車在2020年12月投入服務，全部58列列車均在北部的未電氣化路段行走。

## 編組
在原來的計劃中，鐵路公司共訂購了25列2節編組和30列3節編組列車。在 2018年 11月，鐵路公司宣布增訂3列3節論組，使得車輛總數增至58列。

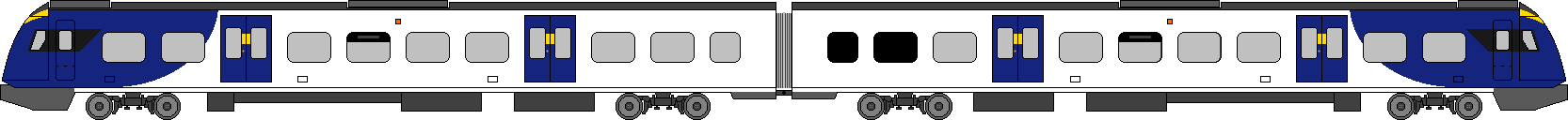
北部列車195/0型

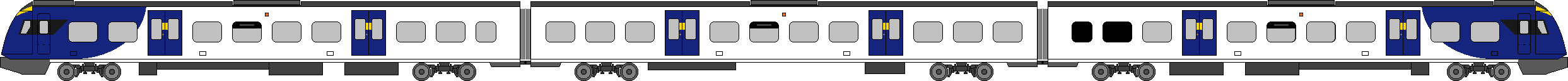
北部列車195/1型

| 型號    | 營運商   | 數量 | 製造年份  | 車廂數量 | 編號.         |
| ------- | -------- | ---- | --------- | -------- | ------------- |
| 195/0型 | 北部列車 | 25   | 2017-2020 | 2        | 195001–195025 |
| 195/1型 | 北部列車 | 33   | 2017-2020 | 3        | 195101–195133 |